# Lorazepam
El lorazepam, vendido bajo el nombre comercial Orfidal o Ativan, es un fármaco perteneciente al grupo de las benzodiazepinas de alta potencia que tiene las cinco propiedades intrínsecas de este conjunto: ansiolítico, amnésico, sedante e hipnótico, anticonvulsivo y relajante muscular.

## Indicaciones y acción terapéutica
El lorazepam está indicado para el manejo del trastorno de ansiedad y para el alivio a corto plazo de sus síntomas. La eficacia del lorazepam en uso crónico no ha sido evaluada por estudios clínicos sistémicos. El médico debería revaluar periódicamente la utilidad del fármaco para cada paciente de forma individual. El lorazepam puede producir dependencia física y psicológica.
El lorazepam también se utiliza para tratar el síndrome del intestino irritable, la epilepsia y el insomnio. También está indicado en el tratamiento de las náuseas y los vómitos provocados por el tratamiento del cáncer o la agitación provocada por la abstinencia del alcohol.

## Acción farmacológica
El lorazepam es un fármaco perteneciente al grupo de las benzodiazepinas y como tal es ansiolítico, sedante, relajante muscular (relajante de los músculos esqueléticos), anticonvulsivo y amnésico. Sus efectos se vinculan a una acción agonista específica sobre la mayoría de los subtipos de receptor GABAA.

## Farmacocinética
El lorazepam se absorbe rápidamente con una biodisponibilidad absoluta del 90%. Cuando se administra por vía oral, la concentración máxima se alcanza aproximadamente a las 2 horas. No existe evidencia de acumulación de lorazepam en plazos de más de 6 meses. Estudios que compararon el lorazepam en individuos jóvenes y ancianos demostraron que su farmacocinética no varía con la edad. El fármaco se conjuga rápidamente con ácido glucurónico, formando un metabolito inactivo que se elimina por orina. En casos de insuficiencia renal avanzada, la semivida de lorazepam no se modifica y tan solo se produce un descenso en la eliminación de los metabolitos conjugados inactivos. En casos de cirrosis se ha documentado una duplicación de la semivida. El lorazepam puede eliminarse por hemodiálisis.
Existen muchas benzodiacepinas en uso en el mercado
actualmente, y sus principales diferencias radican en la distinta semivida que presentan.
En el caso de Lorazepam:
Entender la farmacocinética nos permite entender mejor la toxicocinética y toxicodinámica.
En relación con la dosis:
| CONCENTRACIÓN (mg/L)        | CONCENTRACIÓN (mg/L)   | CONCENTRACIÓN (mg/L)     |
| Terapéutica en suero/plasma | Tóxica en suero/plasma | Letal/post mortem sangre |
| --------------------------- | ---------------------- | ------------------------ |
| 0,02-0,025                  | 0,3                    | 0,5                      |

## Posología y forma de administración
Para lograr resultados óptimos la dosis, frecuencia de administración y duración del tratamiento deben ser individualizadas por el médico según la respuesta del paciente. La Dosis Diaria Definida está establecida en 2,5 mg. La administración puede dividirse en 2 a 4 tomas diarias, siendo a veces mayor la ingesta antes de dormir. Cuando es necesario incrementar la dosis diaria, debería hacerse gradualmente para evitar efectos colaterales, incrementando primero la toma nocturna.
Es recomendable que el lorazepam —así como cualquier otra benzodiazepina— sea consumido solo por periodos cortos de 2 a 4 semanas debido al riesgo de generar tolerancia y dependencia física por el consumo a largo plazo. Los posibles síntomas de abstinencia son: ansiedad, distorsión de los sentidos, disforia, insomnio y en raros casos psicosis y convulsiones.

## Contraindicaciones
Hipersensibilidad conocida a las benzodiazepinas, insuficiencia respiratoria descompensada, glaucoma de ángulo estrecho. La relación entre riesgo y beneficio deberá ser cuidadosamente evaluada en pacientes que presenten alguna de las siguientes alteraciones o situaciones:
- Choque.
- Miastenia gravis.
- Historia de dependencia o abuso de drogas.
- Alteración de la función hepática.
- Hipoalbuminemia.
- Hipercinesia (ya que las reacciones paradójicas son más frecuentes en este grupo de pacientes).
- Episodio depresivo severo.
- Enfermedad afectiva bipolar.
- Trastornos cerebrales orgánicos.
- Psicosis (las benzodiazepinas raramente son efectivas en el tratamiento primario de las psicosis y aún es más frecuente la aparición de reacciones paradójicas).
- Enfermedad pulmonar obstructiva crónica.
- Apnea del sueño (establecidas o sospechosas).
- Porfiria, ya que pueden precipitar crisis agudas.
- Alteración de la función renal.
- Alteración de la deglución.
- Menores de 11 años.

## Efectos secundarios
Comunes
- Somnolencia.
- Fatiga.

Ocasionales
- Visión borrosa.
- Reducción del estado de alerta.
- Ansiedad, como efecto de rebote.

Raros
- Agitación.
- Erecciones.

Muy raros (en menos del 0.2% de los casos)
- Trombocitopenia.
- Elevación de globulina.
- hiperbilirrubinemia.
- Hiponatremia.
- Elevación de enzimas transaminasas.

## Toxicidad

### Epidemiología
Lorazepam es una benzodiacepina de acción corta, cuya utilización ha pasado de 11.72 DDD/1000habitantes y día en 2000 a 21.99 DDD/1000habitantes y día en 2012, según los últimos datos de utilización de ansiolíticos benzodiazepínicos en España publicados por la Agencia Española de Medicamentos y Productos Sanitarios (AEMPs). En el mismo informe se ve el crecimiento del uso de ansiolíticos, especialmente de lorazepam, en los últimos años.
Su alta disponibilidad en la población es debida a que es uno de los medicamentos más prescritos, tanto a nivel nacional como internacional, como hipnóticos y sedantes. Por ello se entienden los altos porcentajes de intoxicaciones agudas por este fármaco. La intoxicación aguda se produce por una ingesta masiva de Lorazepam, que se puede clasificar como intoxicación voluntaria o bien accidental por un uso incorrecto del medicamento, si bien, es menos frecuente este último.
El coma es poco habitual y suele aparecer en intoxicaciones mixtas en que el paciente ha utilizado junto a benzodiacepinas otros fármacos con efecto depresor de la conciencia (barbitúricos, antidepresivos, antiepilépticos) y/o drogas de abuso (opiáceos, alcohol).

### Manifestaciones de la intoxicación
Las manifestaciones más usuales son consecuencia de la afectación del Sistema Nervioso Central (SNC) y la principal se relaciona con su efecto sedante, caracterizada por somnolencia, déficit de la capacidad de atención y concentración, alteración de la coordinación motora (ataxia), disartria y alteración de las funciones cognitivas, hipotonía muscular y flacidez. Estas manifestaciones estarán en relación con la dosis ingerida y la existencia de otros tóxicos asociados, como alcohol, barbitúricos o antidepresivos tricíclicos. También pueden producir depresión respiratoria, hipotensión e hipertermia.
Como consecuencia del abuso crónico del Lorazepam pueden aparecer reacciones paradójicas sobre todo en pacientes psiquiátricos, que incluye irritabilidad, locuacidad, euforia, ansiedad e hiperreflexia.

### Curso de la intoxicación
Las intoxicaciones producidas por Lorazepam son poco graves y evolucionan favorablemente dentro de las primeras 24 horas, con un bajo riesgo de muerte (<0,1%). Las benzodiacepinas, así como el alcohol por sí solas son relativamente poco depresoras de la respiración.
Se debe tener en cuenta además, que el Lorazepam se metaboliza por conjugación y no produce metabolitos activos, los cuales pueden ser responsables de una mayor toxicidad, por eso es considerado como una de las benzodiacepinas más seguras y sus efectos tóxicos poco graves.
El riesgo se ve aumentado en caso de asociación con otros depresores del SNC como alcohol, opiáceos u otros psicofármacos o de si se presentan complicaciones que cursan con alteraciones de conciencia (broncoaspiración, atelectasias).
Especial precaución en grupos en los que suele presentar un efecto de mayor potencia sedante, como en los ancianos, en pacientes con Enfermedad Pulmonar Obstructiva Crónica (EPOC), pacientes con hepatopatías crónicas y en los casos de insuficiencia renal. En mujeres embarazadas se ha encontrado niveles de Lorazepam en la leche materna, por lo que su uso está contraindicado en mujeres embarazadas y en periodo de lactancia.

### Diagnóstico
El diagnóstico de exposición a benzodiacepinas, que no el de intoxicación, se realiza fácilmente mediante el screening toxicológico de rutina disponible en cualquier laboratorio de urgencias hospitalaria.
Para el diagnóstico de intoxicación por Lorazepam, los resultados analíticos no son indicativos, debido a que las intoxicaciones agudas normalmente se produce por concomitancia con otros xenobióticos. No hay relación concentración-respuesta. 

### Tratamiento

#### Procedimientos para evitar la absorción
Los procedimientos para evitar la absorción, se deben realizar en pacientes con cuadro de intoxicación aguda, en los que se haya producido la ingestión de Lorazepam en un periodo de tiempo inferior al necesario para la absorción. Se pueden llevar a cabo tanto procedimientos de lavado gástrico como de inducción del vómito, en aquellos pacientes sin la consciencia comprometida, o bien, utilizar carbón activado que adsorba al fármaco y permita su expulsión por vía digestiva. Normalmente, el carbón activado se administra conjuntamente con catárticos estimulantes.

#### Tratamiento para la fracción absorbida
El flumazenilo es una imidazobenzodiacepina con una estructura química similar a la benzodiacepina y es el antídoto específico de las intoxicaciones por benzodiacepinas, como en el caso de Lorazepam. Es un antagonista competitivo de los receptores específicos del Lorazepam y actúa desplazando de dichos receptores al fármaco por su mayor afinidad. Bloquea por completo los efectos depresores, sedantes e hipnóticos sobre el SNC.
Las indicaciones del Flumazenilo incluyen la corrección de forma rápida de las intoxicaciones producidas por benzodiacepinas en general, Lorazepam en particular, en pacientes que se encuentren en coma profundo (Escala de Coma de Glasgow <8). También se utiliza para el diagnóstico diferencial en intoxicaciones medicamentosas mixtas y en comas de etiología desconocida, así como para revertir de forma rápida la sedación en un paciente crítico con el fin de poder evaluar su situación neurológica.
El flumazenilo se utiliza a dosis de 0,25mg por vía intravenosa lenta y su acción comienza al cabo de 1-2 minutos tras su administración. Se utilizan dosis repetidas debido a su corta vida media.
La administración de flumazenilo está contraindicada en aquellos pacientes que simultáneamente hayan ingerido fármacos o compuestos proconvulsivantes (antidepresivos tricíclicos o cocaína), o tengan antecedentes de epilepsia, debido a que se reduce el umbral epileptógeno y la administración del antídoto podría desencadenar un estatus epiléptico.

#### Medidas de mantenimiento
Es recomendable restaurar el equilibrio hidroelectrolítico tras una intoxicación de Lorazepam, así como prevenir la insuficiencia respiratoria para evitar posibles complicaciones como la aparición de estado de coma en el paciente o agravamiento de la depresión respiratoria.

## Interacciones
Efecto aumentado al ingerirse alcohol, neurolépticos, antidepresivos, hipnóticos, hipnoanalgésicos, anticonvulsivos y anestésicos. No debe consumirse alcohol durante el tratamiento con alguna benzodiazepina ya que puden potenciarse los efectos, provocando amnesia anterógrada. El consumo simultáneo de antiácidos puede retrasar, pero no disminuir, la absorción del lorazepam.